# Tsunade Senju
Tsunade Senju (綱手?), con el título de Godaime Hokage (五代目火影 Quinta Sombra del Fuego?), es un personaje del manga y anime Naruto.
Su nombre significa "Cuerda Anudada", y es nieta del Primer Hokage, Hashirama Senju. Es una kunoichi de la aldea oculta de Konoha y formó parte del mismo equipo de Jiraiya y Orochimaru, y su sensei fue el Tercer Hokage. Después de la segunda gran guerra ninja, a ella junto con sus compañeros de equipo se les conoció con el nombre de "Los tres legendarios sannin".Ella fue la que propuso el sistema de tener por lo menos a un ninja médico en cada escuadrón shinobi, y es reconocida además por su belleza, como la mejor ninja médico. 
El kanji que lleva en su abrigo verde, en la parte de la espalda, significa juego, siendo una amante de las apuestas y los juegos de azar, pero tiene muy mala suerte en estos. Tiene una fuerza sobrenatural, como lo demuestra en su primera aparición de cuerpo entero en el episodio 89, cuando Orochimaru acude a ella para que le ayude a curar sus brazos. El Sello Yin: Liberar (阴封印解 Infūin: Kai o Sello de Reserva de Chakra) es una poderosa técnica de sellado utilizada por Mito Uzumaki, Tsunade y posteriormente por Sakura Haruno. Durante un período de tiempo, el usuario concentra y acumula chakra en la marca de su frente formando un sello. Al liberar el sello el chakra se dispersa en su cuerpo. Tsunade usa el chakra para realizar la Restauración Divina (Ninpo: Souzou saisei) en sí misma o para curar a otras personas a través de Katsuyu, su invocación. 
Además, es capaz de usar el Jutsu: Fuerza de un Centenar o Sello de Regeneración Mitopica, posteriormente al liberar este último, rápidamente recorre todo su cuerpo y no solamente su frente, sin embargo usar excesivamente este sello puede ser muy peligroso, ya que corre el riesgo de morir o acortar la vida del usuario. Se dice que tal vez, ese sello sea de origen Uzumaki, ya que este clan era experto en técnicas de sellado y su primera portadora fue Mito Uzumaki, abuela de Tsunade, la cual le pudo haber enseñado como dominar el sello antes de morir. Tras la muerte de Hiruzen Sarutobi, Tsunade es elegida como la Quinta Hokage.

## Historia

### Primera parte
Tsunade Senju en realidad tiene 54 años, sin embargo, utiliza parte de las reservas de chakra del sello Byakugō no In para conservar la apariencia de una mujer de 20 años. Tiene como vicio involucrarse siempre en los juegos de azar, de acuerdo a su abuelo Hashirama Senju, ese vicio lo heredó por culpa suya, ya que al ser su primera nieta este la malcrió hasta tal punto que llegó a heredar ese vicio por su causa; generalmente pierde en las apuestas, por lo que siempre le debe grandes sumas de dinero a muchas personas, esto la hace acreedora al título de la Legendaria perdedora (incluso ha perdido contra Naruto); pero cuando gana una sola vez una apuesta, es porque alguna catástrofe está a punto de ocurrir.
Pertenece a los legendarios Sannin (sannin es una forma de decir 3 o grupo de tres en japonés) junto a Jiraiya y Orochimaru. Los 3 fueron alumnos de Hiruzen Sarutobi, el Tercer Hokage. A pesar de ser la nieta de Hashirama Senju y Mito Uzumaki, Tsunade tuvo un pasado trágico. Su hermano menor Nawaki y su novio Dan Katou, murieron durante las guerras sostenidas por la Aldea Oculta de la Hoja. 
Debido a esto, Tsunade se entrenó como ninja médico, pero finalmente decidió dejar la aldea junto con Shizune, sobrina de Dan, a quien acogió como alumna; según revela Orochimaru y Kabuto Yakushi, Tsunade padece de Hemofobia (miedo a la sangre), condición que no ha logrado superar, sin embargo después de su enfrentamiento con Orochimaru y Kabuto esta parece empezar a superar poco a poco su fobia. Ante la muerte del Tercer Hokage, Jiraiya y Naruto Uzumaki van en su búsqueda para solicitarle que acepte el puesto de Quinta Hokage de la aldea, aunque en un principio se niega a aceptar el cargo, la pelea que sostiene contra Orochimaru y la valentía de Naruto, quien física y anímicamente se parece mucho su difunto hermano, le hizo ver que estaba en un error y finalmente acepta el cargo. Ya en la Aldea Oculta de la Hoja toma a Sakura Haruno como aprendiz de sus artes curativas.

### Segunda parte
En Shippuden tuvo una buena reacción ante el llamado de ayuda de la Arena, acertó al enviar al grupo de Gai como apoyo. Sin embargo después del rescate de Gaara esta trata de buscar un reemplazo para el equipo de Kakashi en ausencia de Sasuke y prepararlos para su siguiente misión, la cual era encontrarse con el informante del recién fallecido miembro de Akatsuki Sasori el cual trabajaba para él como espía, dentro de un lapso de 10 días ya que el mismo tenía información sobre la ubicación del escondite de Orochimaru, a pesar de que su asistente Shizune trata de hacerla desistir de enviar al equipo de Kakashi dado al peligro que corre Naruto por su condición de Jinchiriki y por ser perseguido por Akatsuki, luego también es confrontada por los consejeros de Konoha los cuales no quieren que Naruto salga de la aldea por miedo a que Kurama caiga en manos de Akatsuki, sin embargo Tsunade se niega a aceptar la petición de los consejeros, luego de la reunión esta llama a Yamato para sustituir a Kakashi en el equipo 7, quien después de la última misión y por usar el Kamui de su Mangekyō Sharingan quedó incapacitado, ya que él es capaz de controlar a Kurama con un sello especial. 
Tsunade le advierte a Naruto que no debería emplear nuevamente el Rasen Shuriken, puesto que es un jutsu autodestructivo, aunque Naruto más adelante descubre una manera de como poder utilizarlo sin que le cause daño a sí mismo, usando el Senjutsu. 
La potente Sannin apostó con Jiraiya a que él volvería a Konoha luego de su misión en la Aldea de la Lluvia y Jiraiya aceptó gustoso, entonces Tsunade se dio cuenta de que Jiraiya ya no pensaba regresar. A pesar de que Shizune le daba ánimos, ella presentía lo que le ocurriría a su compañero. Por lo que al parecer se lamenta de no haber podido ir con él. 
Tsunade tuvo un buen ojo al elegir a los equipos en busca de Itachi Uchiha, sin embargo la misión falló debido a la muerte del miembro de Akatsuki y la toma de Sasuke por parte de Obito.
Tras la muerte de Jiraiya y la recuperación de uno de los ninjas de la Lluvia y uno de los cuerpos de Pain Tsunade le encomienda la autopsia a Shizune y el interrogatorio del ninja capturado a Inoichi Yamanaka y a Ibiki Morino, mientras que Shikamaru, Kakashi y Naruto tratan de descifrar las pistas y el significado del mensaje enviado por Jiraiya.  
Al enterarse el Raikage que Sasuke Uchiha es el líder del equipo que fue responsable de la captura de su hermano, Killer Bee, envía un mensajero a Tsunade para informarle.
Poco tiempo después, Pain junto con sus 6 Caminos del Dolor y Konan empiezan la invasión a Konoha. Mientras Shizune descubre que los metales, que hay en todos los cuerpos, transfieren chakra y descubre que en realidad son receptores de chakra empieza la destrucción de Konoha por lo cual van a informarle lo más rápido a Tsunade, la cual mira por su ventana todo el humo y el fuego que sale de la aldea recordando así la profecía del Sannin y mandando a llamar a Naruto.
Luego, los consejeros entran a la sala de la Hokage y le recriminan su decisión de llamar a Naruto, ya que para ellos, Naruto es todavía un niño y que si cae en manos de Akatsuki tendrían el control de Kurama. Tsunade inmediatamente pierde la paciencia con los consejeros y les reitera que Naruto ya no es un niño y que como shinobi de Konoha debe proteger su Aldea y ordena a la rana de conexión que le avise a Fukasaku del problema. Más tarde todos salen de la habitación, y Danzou mata a la rana. ya estando en el techo de la oficina del Hokage ella rápidamente invoca a Katsuyu, y le ordena que extraiga parte de su chakra y cure a todos los ninjas heridos durante el asalto. Mientras tanto, Tsunade libera chakra curativa que fortalece las habilidades de Katsuyu. En ese instante, con su radar-jutsu, encuentra el sector donde Choza y Kakashi estaban heridos y se enfurece por saber que desgraciadamente Kakashi había muerto (todo esto a raíz de salvar a Choji de un misil que le disparó uno de los cuerpos de Pain, usando el Kamui de su Mangekyō Sharingan), en ese momento, Choji llega y le cuenta toda la información sobre uno de los cuerpos de Pain y dice que Choza había caído en combate y Kakashi también, pero Tsunade le dice a Choji que regrese devuelta al lugar donde esta Choza y le pide que lo lleve rápido al hospital, ya que este se encuentra con vida, al oír esto Choji se alegra de la noticia, pero luego le pregunta como esta Kakashi y Tsunade le dice que desgraciadamente no corrió con la misma suerte y le avisa que se de prisa. Finalmente, Pain llega a donde está Tsunade y esta lo recuerda ante la amenaza de Pain, diciendo que Tsunade es el último de los tres legendarios sannin. En el mismo instante, Pain le explica las intenciones de Akatsuki y le pregunta por Naruto, ella se rehúsa a contestar y le dice que no la subestime ni a ella ni a Naruto. Más tarde, cuando Pain-Yahiko se entera la ubicación de Naruto ella se sorprende. En ese instante, acumula chakra en sus pies para pelear con Yahiko, pero este realiza un Shinra Tensei masivo y destruye Konoha, entonces ella usa el Ninpo: Souzou Saisei, para proteger a los ninjas y aldeanos de Konoha, salvando a todos y se dispone a luchar con Pain, aunque esté exhausta. Pain la ataca pero Naruto interviene destruyendo el cuerpo con facilidad. Más tarde, Naruto ordena a Gamakichi que retire a Tsunade de la pelea y la quinta le dice que lleve consigo a Katsuyu. En ese instante Gamakichi la lleva a donde se encuentra Sakura y Tsunade pierde su apariencia joven por no tener más chakra. Más tarde queda en estado de coma por el uso excesivo de chakra, por lo que el consejo decide removerla de su cargo de Hokage temporalmente y colocar a Danzou en su lugar como Hokage interino. Pero recientemente en el manga 488, Tsunade despierta del coma, justo cuando Kakashi Hatake estaba a punto de ser designado como el Sexto Hokage y retoma su cargo como Quinta Hokage de la Aldea Oculta de la Hoja.
Después de lo sucedido, Lady Tsunade es llamada para una segunda junta de Kages, al llegar; Onoki Tsuchikage, la llama princesa de las babosas y demuestra cierto desprecio hacia ella llamándola vieja, ella le responde diciendo "lo mismo digo", en cuanto la Mizukage muestra respeto y alivio al verla ahí.
Discutiendo y no estando de acuerdo en que Naruto y Bee sean escondidos se enfada y es orientada por Gaara y el Raikage, al final acepta.
Después de la junta habla en privado con el Raikage, pidiéndole de manera altanera que Bee entrene a Naruto, y este acepta.
Durante el comienzo de la Cuarta Guerra Ninja, es principal gerente de la Armada junto con el Raikage, demostrando su destreza en los conocimientos previos a la guerra, teniendo experiencia en la forma de batalla del enemigo.

## Habilidades
Durante la serie se pueden apreciar las extraordinarias habilidades médicas de la poderosa sannin, las cuales ha puesto en práctica en ninjas de Konoha como Naruto Uzumaki, Kakashi Hatake, Sasuke Uchiha, Rock Lee y Chōji Akimichi; estos dos últimos fueron intervenidos personalmente por Tsunade, debido a daños sumamente graves (Rock Lee por el fuerte daño que recibió en su brazo y pierna izquierda a raíz del jutsu: Ataúd de Arena de Gaara durante los exámenes Chunin y Chōji Akimichi por usar unas píldoras secretas de su clan que lo llevaron casi al borde de la muerte durante la misión de rescate y recuperación de Sasuke) y como era de esperarse los resultados fueron realizados con éxito.
Explícitamente la técnica más eficaz utilizada por ella fue Ninpo: Souzo-saisei (Arte Ninja: restauración divina), la cual utilizó durante el enfrentamiento entre los tres legendarios sannin, específicamente por los daños ocasionados en gran parte por Orochimaru. La técnica consiste en utilizar una gran cantidad de chakra acumulada durante mucho tiempo en su frente utilizándola como potencial médico, logrando así no solo restaurar las células como lo hace Kabuto Yakushi, sino estimular las proteínas de su cuerpo para aumentar enormemente la velocidad de división y reconstrucción de las células. Con este jutsu es capaz de rehacer cualquier órgano o tejido, no siendo esta una habilidad de regeneración, sino de creación, por lo que ella misma aseguró no morir en combate; sin embargo utilizar la técnica puede traer consigo ciertos efectos secundarios e inclusive pueden llegar a ser muy peligrosos, debido a que las células sólo se dividen un cierto número de veces en la vida y acelerarlas de esa manera significa acortar su expectativa de vida o incluso en el peor de los casos provocar la muerte. 
Otra de las técnicas utilizadas por ella, es el Kuchiyose no jutsu (técnica de invocación) con la cual logra invocar a la batalla a Katsuyu una babosa gigante muy obediente con capacidad de dividirse en muchos mini clones, escupir ácido y transmitir chakra curativo liberado por Tsunade.
Por último, una de sus habilidades en combate más destacada es su fuerza descomunal, capaz de hacer grietas gigantescas y huecos del tamaño de una casa en el suelo, ocasionar temblores y hacer volar al enemigo por los aires con un puñetazo. Tan impresionante en su fuerza que, con un solo golpe de su dedo, ha mandado a volar a Naruto y por vencer a cualquier oponente de un solo golpe, algo para destacar es el hecho de que en el manga, Tsunade vence a Orochimaru justamente de un solo golpe, además de ser capaz incluso de levantar la gigantesca espada de Gamabunta para clavársela a Manda, demostrando la monstruosidad de su fuerza. Quien conoce mejor la fuerza brutal de Tsunade en carne propia es su compañero Jiraiya, quien una vez la hizo enojar por espiarla cuando ella estaba bañándose en los baños públicos, debido a esto Tsunade le propinó una fuerte golpiza a Jiraiya que casi lo mata en el proceso, dejándole como resultado 6 costillas rotas, ambos brazos fracturados y un número indefinido de órganos internos dañados. Además, junto con Katsuyu, utiliza una especie de radar con el cual detectar la posición de las personas y saber su condición física.
Otra técnica de Tsunade es el jutsu que utilizó contra Kabuto Yakushi en la batalla de los Sannin, donde transforma su chakra en una carga eléctrica y a través de un golpe en la nuca que elimina las señales enviadas por el sistema nervioso, haciendo que el ninja objetivo de la técnica no pueda controlar correctamente los movimientos voluntarios de su cuerpo. Esta es una técnica de carácter médico, pero se desconoce si fue creada por Tsunade aunque Orochimaru pareciera haber presenciado el jutsu anteriormente. Se necesita de un ninja con suficientes conocimientos médicos como Kabuto para poder descifrar el patrón de las señales nerviosas desordenadas y por lo tanto poder continuar peleando luego de ser objetivo de esta técnica.